# Seo Joon-yong
Seo Joon-yong (* 14. März 1988) ist ein ehemaliger südkoreanischer Radrennfahrer.

## Radsportlaufbahn
Auf der Straße gewann Seo zwischen 2008 und 2018 sechs Abschnitte von Etappenrennen der UCI Asia Tour. Außerdem wurde er zweimal südkoreanischer Meister im Straßenrennen
Im Bahnrad-Weltcup 2008/09 belegte Seo bei der zweiten Station in Melbourne den zweiten Platz im Punktefahren hinter Glenn O’Shea. Bei den Olympischen Spielen 2016 in Rio de Janeiro startete er im Straßenrennen, konnte dieses aber nicht beenden.

## Erfolge
2008
- eine Etappe Tour de Korea-Japan

2012
- eine Etappe Tour of Thailand

2013
- eine Etappe Tour de Korea

2014
- Südkoreanischer Meister – Straßenrennen
- eine Etappe Tour de Hokkaidō

2015
- eine Etappe Tour de Langkawi

2017
- eine Etappe Tour of Thailand

2018
- Südkoreanischer Meister – Straßenrennen